# Serra dos Prêtos Forros
Serra dos Prêtos Forros är en ås i Brasilien.   Den ligger i delstaten Rio de Janeiro, i den sydöstra delen av landet, 900 km sydost om huvudstaden Brasília.
Runt Serra dos Prêtos Forros är det i huvudsak tätbebyggt. Runt Serra dos Prêtos Forros är det mycket tätbefolkat, med 5 021 invånare per kvadratkilometer.